# 브리즈번 밴디츠 (1989년–1998년)
브리즈번 밴디츠(Brisbane Bandits, 1989년 ~ 1998년)는 1990년 창단한 오스트레일리아 오스트레일리안 베이스볼 리그 (1989 ~ 1999)의 프로야구 팀이다. 퀸즐랜드주 브리즈번시를 연고로 하고 있으며 홈구장은 브리즈번 익스히비션 그라운드이다. ABL가 2010년 재출범하면서 재창단되었으나, 역사 및 기록은 승계되지 않는다.